# ماریو بالا
ماریو بالا (ایتالیایی: Mario Balla؛ ۱۹۰۳ – ۱۹۶۴) بازیکن واترپلو اهل ایتالیا بود. وی در بازی‌های المپیک تابستانی ۱۹۲۴ شرکت کرده‌است.